# Rogatička zavrzlama
Rogatička zavrzlama je staro narodno kolo. Rijetko je i gotovo zaboravljeno. Plešu ga muslimani. Dolazi iz gradića Rogatice. Izvodi ga nekoliko KUD-ova iz Sarajeva i neki iseljenički KUD-ovi širom svijeta.
Može ga se plesati na više melodija. Mjesto izvođenja su sijela, teferiči, u otvorenom i zatvorenom kolu kao i u lesama. Glazbena pratnja su žičana glazbala i u novije vrijeme i harmonika. Kolo se može vidjeti u filmu iz 1978. redateljaa Bakira Tanovića kao glazbna tema u starom bosanskohercegovačkom filmu Ljubav i bijes.
Kolo je teško za ples. Plesač odskakuje udesno na lijevoj nozi i kreće se unatrag, i opet dok se kreće ulijevo, na desnoj nozi odskakuje i opet ide unatrag. Prijelazi koji se odvajaju od glavne glazbene teme kola uobličeni su u uobičajene bosanske trokorake i okrete. Po starom običaju muslimana, djevojke i mladići se drže za ruke marmicom (jaglukom) dok plešu.

## Vanjske poveznice
- YouTube